# 妮娜·库特
妮娜·伊迪丝·库特（1883年9月23日至1945年1月6日）是爱尔兰的槌球玩家。

## 早期的生活与家庭
妮娜·伊迪丝·库特于1883年9月23日出生于英格兰肯特郡的皇家唐橋井。她是奥兰多·罗伯特·库特（1855-1927）和伊迪丝·玛丽（妮·休姆）（1858.9-1920）的独生女。她的父亲是一名地主，也是劳埃斯郡芒特拉斯巴利芬之家的牧师兼土地所有者11世男爵阿尔杰农·库特爵士的三儿子。奥兰多·库特最有可能是在英格兰接受了教育，他是一位敏锐的运动员，并且在19世纪后期参与了爱尔兰和英国的早期体育行政工作。他是阿斯隆协会足球俱乐部、罗斯康芒郡卡斯尔里亚的一家足球俱乐部和阿斯隆花园谷曲棍球俱乐部的创始人。他还参与过房车，网球，骑自行车，赛艇和游艇的活动。1901年，库特和她的家人已经搬到阿斯隆附近韦斯特米斯郡的Bunnavally。

## 槌球职业生涯
Coote早年就开始玩槌球，并发现了自己的天赋。她是阿斯隆花园谷网球俱乐部和槌球俱乐部的成员，并于1901年和1902年赢得了爱尔兰南部槌球锦标赛的冠军。1903年，她在爱尔兰的槌球锦标赛半决赛中败给了伊迪丝·普雷斯顿夫人，后者最终夺冠。随后。她参加了1903年在温布尔登举行的英国女子公开赛，并在决赛中击败普雷斯顿。她在1905年再次赢得了英国女子公开赛冠军，并且还与西里尔·科巴利搭档赢得了混双比赛，以及赢得了1905年的爱尔兰槌球金牌和金匣子。1904年，她击败莉莉·高尔当时高尔被认为是男女两性中最佳的门球运动员。在1905年冠军杯中，她与高尔同时对抗男性和女性选手，并列第七名。在1906年和1907年，她在冠军杯赛中排名第九。紧随高尔之后，库特赢得了1908年男子比赛的金牌，这导致了规则变为禁止女性参加这项比赛。1911年，女子冠军杯举行首届比赛时，库特排名第三。
库特的槌球风格追求速度而不是准确性。她以比赛快节奏而闻名，使用高尔夫风格的侧摆打法，创下了比赛时间的记录。她的比赛发挥有时很出色但不稳定，使得像高尔这样发挥更稳定的球员能够赢得比赛。库特以其活泼的个性和敏锐尖刻的机智表现而著称。

## 晚年生活与逝世
第一次世界大战之后，库特退役并继续管理大量槌球队伍，非常成功。她以坚定毫不动摇的管理风格著称。在1936年一场失败的恋爱之后，库特逐渐退出了公众生活成为隐者。她开始练习通灵，并深信自己会在61岁时去世。她的脾气越来越古怪，推迟了一次小型手术，直到病情变得更加危险。她于1945年1月6日在伦敦的羅漢普頓死于该手术的并发症。